# Reinhard Schönenberg
Reinhard Schönenberg (* 24. Februar 1914 in Konitz, Provinz Westpreußen; † 23. Januar 1996 in Tübingen) war ein deutscher Geologe und Hochschullehrer.

## Leben und Wirken
Reinhard Schönenberg studierte Geologie an der Friedrich-Wilhelms-Universität zu Berlin und promovierte dort 1944 mit einer Arbeit über Geologische Untersuchungen am Nordwestrand des Zips-Gömörer Erzgebirges (Slowakei). Anschließend war er dort bis 1948 als wissenschaftlicher Assistent tätig, gefolgt von der Assistententätigkeit an der neu gegründeten Freien Universität Berlin, wo er sich 1950 mit der Arbeit Stratigraphie, Tektonik und geosynklinaler Magmatismus der ältesten Oberdevonzeit am Ostthüringer Hauptsattel für das Fach Geologie habilitierte. Es folgten Lehrtätigkeiten an der Universität Heidelberg und an der Bergakademie Clausthal. Im Jahre 1958 wurde Schönenberg ordentlicher Professor für Allgemeine und Angewandte Geologie an der Eberhard Karls Universität Tübingen; dort wurde er 1980 emeritiert. Das Amt des Rektors dieser Universität hatte er 1971 inne.
Schwerpunkt seiner wissenschaftlichen Arbeit in der Geologie war die Alpenforschung. Seine Einführung in die Geologie Europas erschien 1997 in 7. Auflage.

## Veröffentlichungen (Auswahl)
- Stratigraphie, Tektonik und geosynklinaler Magnetismus der ältesten Oberdevonzeit am Bergaer Sattel (Ostthüringen). In: Geologisches Jahrbuch. Bd. 66 (1951), S. 15–63 (= Habilitationsschrift Freie Universität Berlin).
- Zur Geologie des Devon-Kulm-Gebietes bei Buchenau/Lahn. In: Zeitschrift der Deutschen Geologischen Gesellschaft. Bd. 105 (1954), H. 1, S. 1–19.
- Oberdevonische Tektonik und kulmischer Magnetismus im nordöstlichen Dilltrog. In: Geologisches Jahrbuch. Bd. 71 (1956), S. 595–616.
- (mit Gerhard Einsele): Epirogen-tektonische Grundzüge des süddeutschen Beckens und seiner südöstlichen Randgebiete im Mesozoikum. In: Publication Service géologique du Luxembourg. Bd. 15 (1964), S. 139–164.
- Zur Conodonten-Stratigraphie und Tektonik des Seeberg-Sattels (Paläozoikum, Karawanken). In: Paul Schmidt-Thomé (Hrsg.): Festschrift Max Richter zum 65. Geburtstag am 8. März 1965 gewidmet von seinen Schülern und Freunden. Pieper, Clausthal-Zellerfeld 1965, S. 29–34.
- Das variszische Orogen im Raume der Südost-Alpen (= Ostalpen-Tektonik, Bd. 2). Schweizerbart, Stuttgart 1970.
- Einführung in die Geologie Europas. Rombach, Freiburg im Breisgau 1971 (7. völlig bearb. u. erw. Neuauflage von Joachim Neugebauer, 1997, ISBN 3-7930-9147-3).
- Zur Tektonik des südwestdeutschen Schichtstufenlandes unter dem Aspekt der Plattentektonik. In: Oberrheinische geologische Abhandlungen. Bd. 22 (1973), S. 75–86.
- Die Entstehung der Kontinente und Ozeane in heutiger Sicht. Wissenschaftliche Buchgesellschaft, Darmstadt 1975, ISBN 3-534-06202-7.
- Südwest-Deutschland zwischen atlantischer Drift und alpiner Orogenese. In: Jahreshefte der Gesellschaft für Naturkunde in Württemberg. Bd. 130 (1975), S. 54–67.
- Geographie der Lagerstätten (= Erträge der Forschung, Bd. 103). Wissenschaftliche Buchgesellschaft, Darmstadt 1979, ISBN 3-534-07395-9.
- mit Hartmut Frankenfeld: Vorderer Orient, Geologie (= Tübinger Atlas des Vorderen Orients, Reihe A, Nr. 2,1). Reichert, Wiesbaden 1987, ISBN 3-88226-910-3.

Festschrift
- Jörg Loeschke (Hrsg.): Festschrift Reinhard Schönenberg zum 65. Geburtstag am 24. 2. 1979 gewidmet von seinen Schülern und Freunden (= Clausthaler geologische Abhandlungen, Bd. 30). Pilger, Clausthal-Zellerfeld 1979.